# Amy Roberts
Emily Collins (Cardiff (Gales), 14 de dezembro de 1994) é uma ciclista profissional britânica, residente em Llanelli. Estreiou como profissional em 2013 no Wiggle Honda criado nesse ano depois de destacar no ciclismo em pista tanto em categoria juvenil -conseguindo campeonatos europeus e mundiais- como em categoria absoluta -com vários podiums- em 2012.

## Trajectória desportiva
Começou praticando triatlo e uniu-se num clube de ciclismo para melhorar no desporto da bicicleta. Começou treinando no velódromo e participando em algumas corridas de ciclocross e ciclismo de montanha conseguindo vencer em algumas provas de ciclocross. Isso a deu acesso a um programa de jovens talentos no que melhorou na pista conseguindo suas primeiras vitórias em categoria juvenil e podiums internacionais em 2012. Ademais, desde 2010 já apareceu entre os primeiros postos -com alguma vitória- em corridas de ciclismo de estrada amador de Grã-Bretanha chegando a participar no Campeonato em Estrada juvenil 2011 e em 2012, com sua equipa amador, participou e em várias corridas internacionais de estrada.
Devido a sua progressão, em 2014, foi contratada pela equipa de ciclismo de estrada de seu país do Wiggle Honda. Desde então não tem conseguido resultados destacados em parte devido à fractura de clavícula sofrida em abril de 2015 numa corrida de ciclismo de estrada.

## Palmarés
- 2014
- Guadalajara Perseguição por Equipas (fazendo equipa com Katie Archibald, Elinor Barker, Ciara Horne e Laura Trott)

## Resultados em Grandes Voltas e Campeonatos do Mundo
Durante sua corrida desportiva tem conseguido os seguintes postos nas Grandes Voltas femininas e nos Campeonatos do Mundo em estrada:
| Corrida            | 2013 | 2014 | 2015 | 2016 | 2017 | 2018 |
| ------------------ | ---- | ---- | ---- | ---- | ---- | ---- |
| Giro d'Italia      | -    | -    | -    | -    | -    | -    |
| Tour de l'Aude     | X    | X    | X    | X    | X    | X    |
| Grande Boucle      | X    | X    | X    | X    | X    | X    |
| Mundial em Estrada | -    | -    | -    | -    | -    | -    |

-: não participa

Ab: abandono

X: edições não celebradas

## Equipas
- Wiggle (2013-2017)
  - Wiggle Honda (2013-2015)
  - Wiggle High5 (2016-2017)
- Parkhotel Valkenburg Cycling Team (2018)